# Xerophaeus pallidus
Xerophaeus pallidus är en spindelart som beskrevs av Tucker 1923. Xerophaeus pallidus ingår i släktet Xerophaeus och familjen plattbuksspindlar. Inga underarter finns listade i Catalogue of Life.